# Domenico Antonio Cardone
Domenico Antonio Cardone (Palmi, 21 gennaio 1902 – Palmi, 18 settembre 1986) è stato un filosofo, poeta e avvocato italiano.

## Biografia
Compì i suoi primi studi a Palmi e conseguì la laurea in giurisprudenza 19 luglio 1923 presso l'Università di Roma. Dopo la laurea si iscrisse al Partito Socialista Unitario, la militanza antifascista gli costo l'arresto per due volte. Esercitò l'avvocatura in Palmi, dove risiedette tutta la vita.
Nel 1920, insieme a Felice Battaglia, Nino Fondacaro, Luigi Lacquaniti, fondò in Palmi la rivista letteraria quindicinale "Ebe", che ebbe qualche anno di vita, cui collaborò anche Guido Calogero. Verso la fine del 1923 dette vita a un altro periodico di cultura dal titolo "Rivista". Nel 1931 fondò con il medico Antonio Lovecchio, suo amico e cultore di filosofia, la rivista “Ricerche filosofiche”, che diresse fino al 1967, che fu subito molto apprezzata in Italia (da Benedetto Croce ad Eugenio Garin...) e all'estero (da Louis Rougier e Andrè Lalande a Ladeny Kotarbinski). Ad essa collaborarono illustri studiosi italiani e stranieri.
Nel 1948 fondò la Società Filosofica Calabrese (di cui fu sempre Presidente), che partecipò alla fondazione della Fédération Internationale des Sociétés de Philosophie. Con questa Società fra l'altro svolse, specie dal 1956 in poi, un'intensa e durevole attività deontologica in campo internazionale per la realizzazione di un'etica sociale della Cultura, che gli valse i seguenti riconoscimenti: candidatura al Premio Nobel per la pace. e proposta di Guido Calogero per il Nerhu Award for International Understanding nel 1972. Nel 1975 il Centro biografico internazionale di Cambridge gli conferì il Certificate of merit for distinguished Service to the Community dell'International Biographical Centre di Cambridge; sempre nel 1975 ebbe la Medaglia d'oro “Pro mundi beneficio” dell'Academia brasileira de Ciências humanas di São Paulo , "per la nobiltà morale in difesa e promozione della civiltà, onde onorarlo per le sue incessanti iniziative anche in favore della pace, della giustizia, della fratellanza umana" . Nel 1981 ebbe anche il premio “Astragalo”.
Fu membro d'onore e benemerito di varie Accademie italiane e straniere, membro del Royal Institute of philosophy di Londra e dell'Internationale Vereingung fur Rechtscund Socialphilosophie, di Wiesbaden e dell'Associazione “Arts et lettres de France” di Bordeaux. Fece parte del Comitato organizzatore del XII Congresso Internazionale di Filosofia e di quello promotore del XIII Congresso nazionale di filosofia. Promosse ed organizzò il Primo Congresso delle Società filosofiche del Mezzogiorno d'Italia. Partecipò a due inchieste dell'UNESCO.

## Opere principali

### Saggi di storia, filosofia e diritto
- Il relativismo gnoseologico nella filosofia moderna, 2 voll., Palmi, A.Genovesi & figli ed., 1927-1928
- Le reazioni collettive e la genesi del diritto penale, Torino, Paravia & C, 1927
- I filosofi calabresi nella storia della filosofia, con appendice sui sociologi e gli psicologi, Palmi, A.Genovesi & Figli ed., 1929
- Lineamenti storici della filosofia dello Stato, Città di Castello, Casa Editrice Il Solco, 1932
- Il diritto e lo Stato secondo la nuova filosofia della vita, Città di Castello, Casa Editrice Il Solco, 1934
- Umanismo, Messina 1936
- Cristianesimo, liberalismo e comunismo, Palmi, G. Palermo ed.,1945
- Il Divenire e l'Uomo, 3 voll., Palmi, Ricerche filosofiche, 1940-1946
- Criteri metodologici per una storia della civiltà, Palmi, G. Palermo ed., 1946
- Vita di Gesù secondo il Vangelo incompiuto, Modena-Roma, Guanda Editore, 1946
- La filosofia di Gesù, Milano, Bocca ed., 1948
- L'uomo nel cosmo. Storia e prospettive, Palmi, Ricerche filosofiche ed., 1957
- Biobibliografia critica, a cura della sezione bibliografica della Società Filosofica Calabrese, Bologna, Mareggiani ed., 1962
- Seguito alla Biobibliografia critica, a cura della sezione bibliografica della Società Filosofica Calabrese, Cosenza, MIT ed., 1980
- La vita come esperienza inutile, Cosenza, Pellegrini ed., 1964;
- L'ozio la contemplazione il gioco la tecnica l'anarchismo, Roma, Ricerche filosofiche, 1968.
- I trentacinque anni di Ricerche filosofiche, Torino, Edizioni di Filosofia, 1970
- Cardone dalla prima alla seconda filosofia del divenire,ricerche di gruppo coordinare da A.Distello, Padova, Rebellato Editore, 1975
- Si vis pacem para pacem, Montepulciano, Editori Del Grifo, 1984

### Opere poetiche, letterarie e teatrali
- Ludi teatrali, Bologna, Soc. Tip. Mareggiani ed., 1961
- Giobbe dramma in tre tempi, Cosenza, L.Pellegrini ed., 1965
- I confini dell'anima, Palmi, Ed. Del Fondaco di Cultura, 1925
- La banca della carità: commedia in tre atti, Milano, M. Gastaldi ed., 1962
- Terapia dei tramonti: commedia in tre atti e due quadri, Milano, M. Gastaldi ed., 1962
- La madre del diavolo; Il figlio del dittatore; Gli anni rubati: tre teledrammi per i puri di cuore, Milano, M. Gastaldi ed., 1971
- Canti e racconti del Sant'Elia, Poggibonsi, Lalli ed., 1976
- Poesie scelte, Roma, Gabrieli ed., 1978
- L'assenza e la mancanza: meditazioni quasi poetiche, Cosenza, MIT ed., 1979